# Khu tưởng niệm Vườn Cau Đỏ
Khu tưởng niệm Vườn Cau Đỏ là khu tưởng niệm được xây dựng vào năm 2010 nhằm ghi nhận, tưởng nhớ công ơn của quân và dân An Phú Đông – Thạnh Lộc  trong hai cuộc kháng chiến chống Pháp và Mỹ. Khu tưởng niệm hiện nay tọa lạc tại Khu phố 1, phường Thạnh Xuân, quận 12

### Trong thời kỳ kháng chiến chống Pháp và Mỹ

Văn bia tại Khu tưởng niệm Vườn Cau đỏ

## Lịch sử